# Didargylyç Urazow
Didargylyç Çäryýargylyçewiç Urazow, ros. Дидарклыч Чарыярклычевич Уразов, Didarkłycz Czaryjarkłyczewicz Urazow (ur. 27 lutego 1977, Turkmeńska SRR, zm. 7 czerwca 2016) – turkmeński piłkarz, grający na pozycji napastnika.

## Kariera piłkarska

### Kariera klubowa
W 1996 rozpoczął karierę piłkarską w klubie Nisa Aszchabad. W 2002 wyjechał za granicę, gdzie bronił barw kazachskiego Irtyszu Pawłodar. W 2003 wrócił do Nisy Aszchabad, ale latem ponownie wyjechał za granicę, tym razem do Ukrainy, gdzie został piłkarzem Metalista Charków. Nieczęsto wychodził na boisko i zimą 2004 przeniósł się do Irtyszu Pawłodar. W 2007 występował w Tobyle Kostanaj, ale w następnym sezonie ponownie w Irtyszu. W 2009 powrócił do Turkmenistanu i potem grał w klubach Aşgabat FK, HTTU Aszchabad i Balkan Balkanabat. W 2012 przeszedł do Ahal FK. Wiosną 2013 zasilił skład klubu Talyp Sporty Aszchabad.

### Kariera reprezentacyjna
W latach 1996–2011 bronił barw reprezentacji Turkmenistanu.

## Sukcesy i odznaczenia

### Sukcesy piłkarskie
Turkmenistan
- finalista AFC Challenge Cup: 2010

Nisa Aszchabad
- mistrz Turkmenistanu: 1996, 1999, 2001
- brązowy medalista Mistrzostw Turkmenistanu: 2000
- zdobywca Pucharu Turkmenistanu: 1998
- finalista Pucharu Turkmenistanu: 1997, 2000

Irtysz Pawłodar
- mistrz Kazachstanu: 2002, 2009, 2013
- wicemistrz Kazachstanu: 2004
- brązowy medalista Mistrzostw Kazachstanu: 2008
- finalista Pucharu Kazachstanu: 2002

Tobył Kostanaj
- wicemistrz Kazachstanu: 2007
- zdobywca Pucharu Kazachstanu: 2007
- zdobywca Puchar Intertoto: 2007

HTTU Aszchabad
- finalista Pucharu Wspólnoty: 2010

Balkan Balkanabat
- mistrz Turkmenistanu: 2010, 2011
- zdobywca Pucharu Turkmenistanu: 2010
- zdobywca Superpucharu Turkmenistanu: 2011

Ahal FK
- zdobywca Pucharu Turkmenistanu: 2013

### Sukcesy indywidualne
- król strzelców Mistrzostw Turkmenistanu: 1999 (16 goli), 2001 (32 goli)